# Hatem Ghoula
Hatem Ghoula (Parijs, 7 juni 1973) is een Tunesische snelwandelaar. Hij nam viermaal deel aan de Olympische Spelen, maar won hierbij geen medailles. Hij is Afrikaans recordhouder van het snelwandelen op de 20.000 meter, 20 km (van 1997 tot 2021) en 50 km.

## Titels
- Afrikaans kampioen snelwandelen 20 km - 1996, 1998, 2000, 2002

## Persoonlijke records
| Onderdeel             | Prestatie  | Datum            | Plaats                |
| --------------------- | ---------- | ---------------- | --------------------- |
| 3.000 m snelwandelen  | 11.34,2    | 5 februari 1999  | Potchefstroom         |
| 5.000 m snelwandelen  | 18.45,05   | 17 juni 2007     | Parijs                |
| 10.000 m snelwandelen | 39.30,14   | 12 april 2003    | Tunis                 |
| 10 km snelwandelen    | 39.19      | 23 augustus 2003 | Parijs                |
| 20.000 m snelwandelen | 1:22.51,84 | 8 september 1994 | Leutkirch im Allgäu   |
| 20 km snelwandelen    | 1:19.02    | 10 mei 1997      | Eisenhüttenstadt      |
| 50 km snelwandelen    | 3:58.44    | 4 maart 2007     | Santa Eulària des Riu |

## Prestaties
| Jaar | Wedstrijd                   | Plaats       | Resultaat | Extra |
| ---- | --------------------------- | ------------ | --------- | ----- |
| 1996 | Afrikaans kampioenschap     | Yaoundé      | 1e        | 20 km |
| 1996 | OS                          | Atlanta      | 33e       | 20 km |
| 1997 | WK                          | Athene       | 9e        | 20 km |
| 1997 | Middellandse Zeespelen      | Bari         | 3e        | 20 km |
| 1997 | Jeux de la Francophonie     | Antananarivo | 1e        | 20 km |
| 1998 | Afrikaans kampioenschap     | Dakar        | 1e        | 20 km |
| 1999 | Pan Arabische Spelen        | Irbid        | 1e        | 20 km |
| 2000 | OS                          | Sydney       | 36e       | 20 km |
| 2000 | Afrikaanse kampioenschappen | Algiers      | 1e        | 20 km |
| 2001 | WK                          | Edmonton     | 10e       | 20 km |
| 2001 | Middellandse Zeespelen      | Radès        | 1e        | 20 km |
| 2001 | Jeux de la Francophonie     | Ottawa       | 1e        | 20 km |
| 2002 | World Race Walking Cup      | Turijn       | 9e        | 20 km |
| 2002 | Afrikaanse kampioenschappen | Radès        | 1e        | 20 km |
| 2003 | WK                          | Parijs       | 10e       | 10 km |
| 2003 | Afrikaanse Spelen           | Abuja        | 1e        | 20 km |
| 2004 | OS                          | Athene       | 11e       | 20 km |
| 2004 | Pan Arabische Spelen        | Algiers      | 1e        | 20 km |
| 2005 | WK                          | Helsinki     | 5e        | 20 km |
| 2006 | World Race Walking Cup      | A Coruña     | 4e        | 20 km |
| 2006 | Afrikaans kampioenschap     | Bambous      | 2e        | 20 km |
| 2007 | Afrikaanse Spelen           | Algiers      | 1e        | 20 km |
| 2007 | WK                          | Osaka        | 3e        | 20 km |
| 2008 | OS                          | Peking       | 27e       | 20 km |
| 2008 | OS                          | Peking       | 33e       | 50 km |